# Luigi Manini

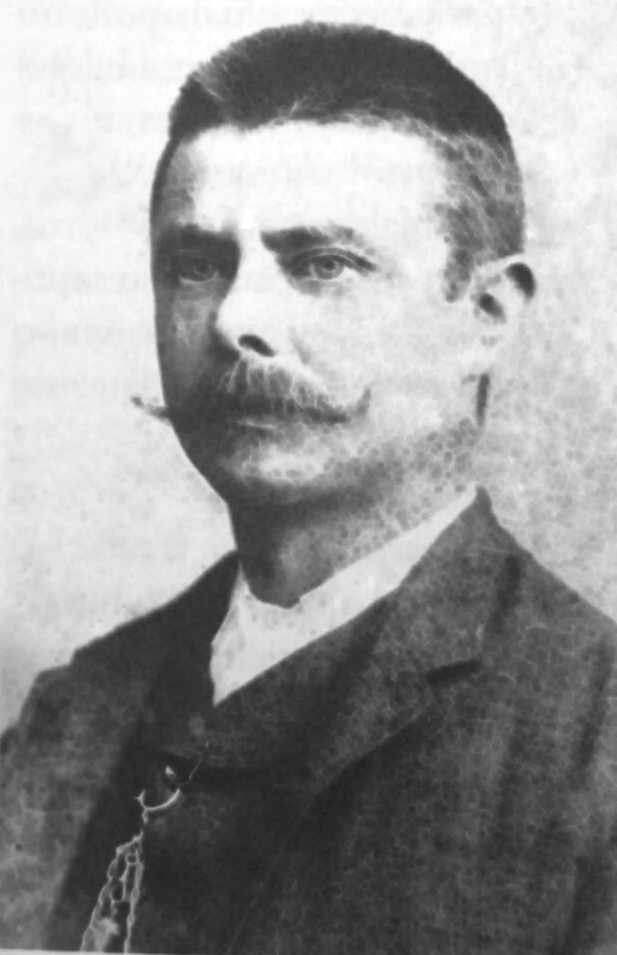
Luigi Pietro Manini

Luigi Pietro Manini (Crema, Lombardia-Venécia, 8 de março de 1848 — Bréscia, 29 de junho de 1936), foi um arquitecto, pintor e cenógrafo italiano radicado em Lisboa, onde chegou em 1879 e regressou a Itália em 1913. Entre as obras que deixou em Portugal destacam-se o Palácio Hotel do Buçaco e a Quinta da Regaleira.

## Biografia
Nascido na Lombardia, frequentou a escola do mestre Antonio Polgati e estudou até 1861 sob a direcção do professor Ferdinando Cassina em Milão e Brescia. Frequentou também a Academia de Belas-Artes de Brera (Milão) e em 1874 trabalhou com o destacado cenógrafo Carlo Ferrario no Teatro alla Scala em Milão. Foi a actividade cenográfica que o levou a Lisboa, em Abril de 1879, para trabalhar no Teatro de São Carlos. Viveu em Portugal até 1912, ano em que regressou a Itália, falecendo em Brescia no ano de 1936.
Ainda em Itália, trabalhou em sua localidade natal, onde decorou as igrejas de Vaiano Cremasco e de Zappello. O grande quadro que pintou para esta última data dos primeiros anos da década de 1870. Realizou um trabalho notável com têmpera, no restauro dos frescos da igreja de San Bernardino, e trabalhou também na decoração da Villa Stramezzi (Moscazzano).
Com o fim das guerras liberais, a Ópera de São Carlos reabriu em Janeiro de 1834, graças à acção mecenática do riquíssimo conde de Farrobo. Até 1879, o cenógrafo residente era Giuseppe Cinatti (Siena, 1808), porém com a morte deste foi necessário contratar novo artista e, graças à sua experiência no Teatro a la Scala, Manini foi o cenógrafo escolhido. Nessa época, Portugal carecia de quadros técnicos e artísticos, pelo que a obra de Luigi Manini não se limitou à cenografia, continuando as actividades que já desenvolvera em Itália: comemorações, decoração áulica, arquitectura, etc.
Manini herdou de Cinatti e do seu colaborador Rambois o mercado e o gosto arquitectónico, tornando-se o novo mestre da cenografia portuguesa. Rapidamente ganhou os elogios da crítica, chegando a ser visto como pintor inovador. Os seus telões marcaram fortemente o teatro lírico, desenvolvendo a perspectiva. No contexto da  cenografia portuguesa a obra de Manini foi importante não apenas para o Teatro de São Carlos mas também para o Teatro Dona Maria II, inaugurado em 1846 por Almeida Garrett.
Em 1888, contava quarenta anos, quando Emídio Navarro o convidou para projectar um palacete de caça para a família real, a construir na serra do Buçaco. Manini projectou um palácio em estilo neomanuelino. Com uma clara origem romântica, esse estilo estava em decadência desde 1878, ano em que Cinatti trabalhava num portal do Mosteiro dos Jerónimos (Lisboa) quando este acidentalmente ruíu, anunciando simbolicamente a decadência do neomanuelino. Nessa época, em que o sentimento nacionalista estava adormecido e o movimento romântico já esmorecera, as opiniões sobre o neomanuelino eram contraditórias: desde os que viam nele o renascimento da arquitectura portuguesa, até aos que desejavam que o camartelo demolisse todo aquele disparate. Manini, contudo, manteve-se alheio à emergência das novas correntes estéticas. O Palácio do Buçaco deu trabalho a outros artistas, como Norte Júnior e Nicola Bigaglia, este de origem veneziana, que executaram as pinturas decorativas, e o escultor J. Machado. Nesta obra teve especial relevo o contributo da Escola Livre das Artes do Desenho de Coimbra, donde provinham os mestres canteiros que trabalharam no Buçaco. 
En 1894 Manini realiza a decoração da sala do Teatro São Luiz, inaugurado nesse ano, e em 1895 trabalha na decoração do Museu Militar. Em ambos revela o seu ideário nacionalista com elementos do manuelino. No Palácio Foz pinta o trecho da escadaria e também decorou o Pavilhão Português na Exposição Universal de Paris em 1900, onde pinta um telão alegórico dos descobrimentos, o qual evoca as viagens de Pedro Álvares Cabral e cenas de Fernão de Magalhães e de Corte Real.
Em 1880 tiveram lugar as comemorações camonianas e em 1898 celebrou-se a viagem de Vasco da Gama à Índia. Ambos os acontecimentos tiveram um grande impacto nesse fim de século, já que recordavam a grandeza das descobertas portuguesas, de que o estilo manuelino era a principal manifestação plástica. Esse ambiente cultural foi o terreno ideal para o desenvolvimento seguinte da obra de Manini: a Quinta da Regaleira (Sintra). No início do século XX, depois de adquirir a propriedade, o milionário Antonio Augusto Carvalho Monteiro (conhecido por "Monteiro Milhões"), apaixonado pela obra de Camões, iria encarregar Manini de desenhar o Palácio da Regaleira, no qual dará novamente largas às suas fantasias manuelinas. Sintra não era estranha a esta estética, pois o Palácio Real ostenta singulares elementos genuínos em manuelino e o revivalismo do século XIX já tinha deixado marcas no Palácio da Pena, obra do barão Eschwege. Artistas que tinham trabalhado no Buçaco trabalhariam também no Palácio da Regaleira. Ambas as edificações contaram com o inestimável contributo da Pedra de Ançã, pedreira nas proximidades de Coimbra, ideal para cantarias, as quais eram expedidas por via férrea para Sintra.
Para além das obras já mencionadas, Manini concebeu o enigmático Jardim da Regaleira, que denota influência cenográfica, e também a Vila Relógio, a Vila Sassetti, o Challet Mayer, e a casa do jardineiro no Challet Biester, em Sintra. Participou ainda nos projetos  da Torre de São Sebastião, palácio que alberga actualmente o Museu-Biblioteca Condes de Castro Guimarães, em Cascais. Entre outros trabalhos artísticos menores, são de destacar também as decorações que Manini realizou no Teatro Garcia de Resende, em Évora, no teatro Sá de Miranda, em Viana do Castelo, e no Teatro D. Maria Pia, actual Teatro Municipal Baltazar Dias. Em 1913, Manini regressa a Itália, ao que consta, com fortuna feita. Faleceu em Bréscia a 29 de Junho de 1936, com 88 anos de idade. Foi sepultado em Cremona, na capela de família. A biblioteca de Cremona guarda ainda muitos dos seus desenhos.
O seu nome consta na lista de colaboradores de Lisboa creche: jornal miniatura  (1884).